# UHC Gänserndorf
Der UHC Gänserndorf ist ein Handballverein aus Gänserndorf in Niederösterreich.

## Geschichte
Der UHC Gänserndorf wurde in den frühen 1950er Jahren als Handballsektion der Union Gänserndorf gegründet. Gespielt wurde zu dieser Zeit noch ausschließlich Großfeldhandball.
Anfang der 1960er begann unter Erich Litschauer eine koordinierte Jugendarbeit. Ab der zweiten Hälfte der 1960er Jahre wechselte man vom Feld in die Halle. Zu dieser Zeit wurden, bedingt durch den Hallenmangel, die meisten Handballspiele der Niederösterreichischen Mannschaften in Prottes ausgetragen. Das Kampfgericht stellte dabei über Jahre die Union Gänserndorf.
Ab der Saison 1974/75 begann die Jugendarbeit Früchte zu tragen. 1974/75 konnte der Vize-Staatsmeistertitel und 1984/45, 1985/86, 1986/87 und 1989/90 der Vize- beziehungsweise Landesmeistertitel in der A-Jugend gewonnen werden. 1988 wurde mit Krzizstof Gawlik das erste Mal ein Legionär aus Polen als Spielertrainer engagiert. Er schaffte es, die Mannschaft an die niederösterreichische Spitze heranzuführen. Wenige Jahre später löste Jan Hianik ihn als Trainer ab und mit Milan Englman wurde ein weiterer Legionär verpflichtet. Mit diesem Team konnte man 1992 Landesmeister werden und gewann das Aufstiegsturnier für die Handball Bundesliga Austria. 1997/98 hatten die Niederösterreicher erstmals die Chance, in die Handball Liga Austria aufzusteigen. Sie scheiterten um ein Tor an den Rivalen aus Dornbirn.
2001 schaffte der Verein den Aufstieg in die HLA. 2002/03 erreichten die Gänserndorfer im ÖHB-Cup erstmals das Achtelfinale, im selben Jahr nahmen sie allerdings wieder am Spielbetrieb der HBA teil. Bereits in der nächsten Spielzeit qualifizierte sich die Mannschaft wieder für die erste Liga.
In den folgenden Jahren kämpften die Niederösterreicher jedes Jahr um den Klassenerhalt. Sie belegten im Grunddurchgang der ersten Liga zwischen 2004 und 2009 viermal den zehnten und letzten Platz. Zweimal, 2005/06 und 2007/08, konnte in der Hauptrunde kein Spiel gewonnen werden. Dennoch erreichten sie im Cup-Bewerb 2007/08 zum zweiten Mal in der Vereinsgeschichte das Achtelfinale. Durch die schlechten Platzierungen musste das Team ins untere Play-off. Dort bewahrte es sich jedes Jahr mit dem vierten Platz hauchdünn vor dem Abstieg. Eine Ausnahme bildete der zweite Platz 2005. 2008/09 gelang der Klassenerhalt nicht mehr, die Gänserndorfer mussten in die Handball Bundesliga Austria absteigen. In ihrer ersten Saison in der zweiten Spielklasse erreichten sie den neunten Platz und mussten in das Abstiegs Play-Off der HBA. Dort konnte der Klassenerhalt mit dem zweiten Platz aber behauptet werden. Nach dieser Saison beendete der langjährige Hauptsponsor Interwetten die Zusammenarbeit. Der UHC trat ein Jahr lang ohne Hauptsponsor auf. In diesem Jahr musste die Mannschaft ins untere Play-off, sicherte sich aber mit dem guten dritten Platz erneut den Verbleib in der Bundesliga. Ab der Saison 2011/12 konnte GFtube.tv als Namenssponsor gefunden werden, diese Kooperation hielt bis 2014. Während dieser Zeit konnten sich die Niederösterreicher einmal für das HLA-Aufstiegs Play-Off qualifizieren, belegten dort allerdings den achten und letzten Platz. In den restlichen Jahren mussten sie jeweils ins untere Play-off, schafften dort jedoch jedes Jahr den Klassenerhalt. Die nächsten zwei Spielzeiten waren ein Auf und Ab. 2012/13 erreichten die Gänserndorfer mit dem vorletzten Platz gerade noch den Verbleib in der Bundesliga. In der Spielzeit darauf boten sie die beste Leistung seit dem Abstieg in die HBA und sicherten sich den sechsten Platz. 2014/15 ging es, nach Platz 10 im Grunddurchgang, ins untere Playoff. Mit dem vierten Endrang musste man in einem Abstiegsduell gegen WAT Fünfhaus antreten. Nach zwei Siegen war eine weitere Saison in der zweiten Liga gesichert. 2015/16 wiederholte sich das Schicksal der Vorsaison. Im Duell gegen den Abstieg spielte man diesmal jedoch gegen die zweite Mannschaft des Handballclub Fivers Margareten. Die Gänserndorfer unterlagen in beiden Partien und mussten damit in die Landesliga absteigen.
Zwischen 2016/17 und 2020/21 belegte die Mannschaft jeweils einen Platz im Mittelfeld der Landesliga. Seit der Saison 2021/22 nimmt die erste Mannschaft an der Regionalliga Ost teil und erreichte in der ersten Spielzeit direkt den zweiten Tabellenplatz. 2022/23 schloss man die Saison auf dem sechsten Rang ab.
Seit der Saison 2020 / 21 gibt es (nach 15 Jahren Pause) wieder ein Frauenteam, das 2023/24 zum ersten Mal die Chance hatte in die WHA Challenge aufzusteigen, jedoch an der SG TV Gleisdorf/HC Weiz bzw. UHC Admira Wien in der Qualifikation scheiterte.
Ebenfalls findet seit den 2020er Jahren eine starke Nachwuchsarbeit, vor allem auch im weiblichen Bereich statt.
Diese trug vor allem in der Saison 2023/24 mit dem Gewinn der Niederösterreichischen Landesmeisterschaft in der Kategorie U14 weiblich sowie in der Saison 2024/25, mit dem Gewinn der österreichischen Meisterschaft in der Kategorie U16 weiblich in der eigenen Halle gegen Hypo Niederösterreich – dem bisher größten Nachwuchserfolg in der Vereinsgeschichte – Früchte.

### Platzierungen seit 2004

#### Männer
| Saison  | Liga                        | Rang               | Pokal              |
| ------- | --------------------------- | ------------------ | ------------------ |
| 2004/05 | Handball Liga Austria       | 8                  |                    |
| 2005/06 | Handball Liga Austria       | 10                 |                    |
| 2006/07 | Handball Liga Austria       | 10                 |                    |
| 2007/08 | Handball Liga Austria       | 10                 | Achtelfinale       |
| 2008/09 | Handball Bundesliga Austria | 1                  | 2. Runde           |
| 2009/10 | Handball Bundesliga Austria | 6                  | 1. Runde           |
| 2010/11 | Handball Bundesliga Austria | 7                  | 1. Runde           |
| 2011/12 | Handball Bundesliga Austria | 4                  | 1. Runde           |
| 2012/13 | Handball Bundesliga Austria | 9                  | 1. Runde           |
| 2013/14 | Handball Bundesliga Austria | 6                  | 2. Runde           |
| 2014/15 | Handball Bundesliga Austria | 9                  | Achtelfinale       |
| 2015/16 | Handball Bundesliga Austria | 10                 | Viertelfinale      |
| 2016/17 | Regionalliga (Gruppe2)      | 2                  | nicht qualifiziert |
| 2017/18 | Landesliga                  | 4                  | nicht qualifiziert |
| 2018/19 | Landesliga                  | 6                  | nicht qualifiziert |
| 2019/20 | Landesliga                  | Saison abgebrochen | Saison abgebrochen |
| 2020/21 | Landesliga                  | 3                  | nicht qualifiziert |
| 2021/22 | Regionalliga                | 2                  | nicht qualifiziert |
| 2022/23 | Regionalliga                | 6                  | nicht qualifiziert |
| 2023/24 | Regionalliga                | 4                  | nicht qualifiziert |
| 2024/25 | Regionalliga                | 4                  | 1. Runde           |

## Bekannte ehemalige Spieler
Lukas Blaha

Duško Grbić